# Wilhelm von Kügelgen
Wilhelm Georg Alexander von Kügelgen (né le 20 novembre 1802 à Saint-Pétersbourg, mort le 25 mai 1867 à Ballenstedt) est un peintre allemand de portraits et de scènes historiques. Issu de la famille noble von Kügelgen (de), il a été chambellan de la Cour d'Anhalt-Bernbourg.

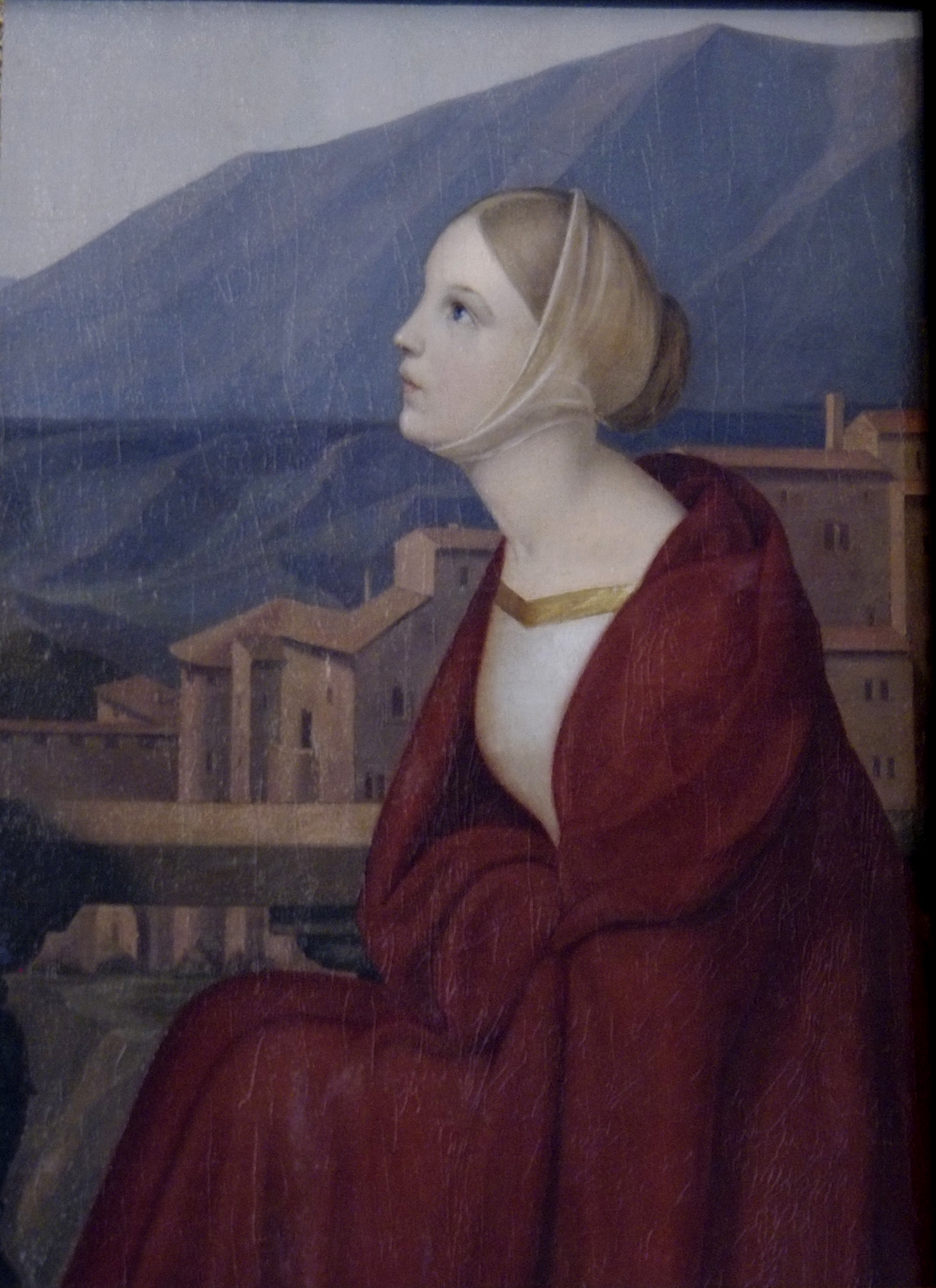
Julie Krummacher par Wilhelm von Kügelgen (1825/26)
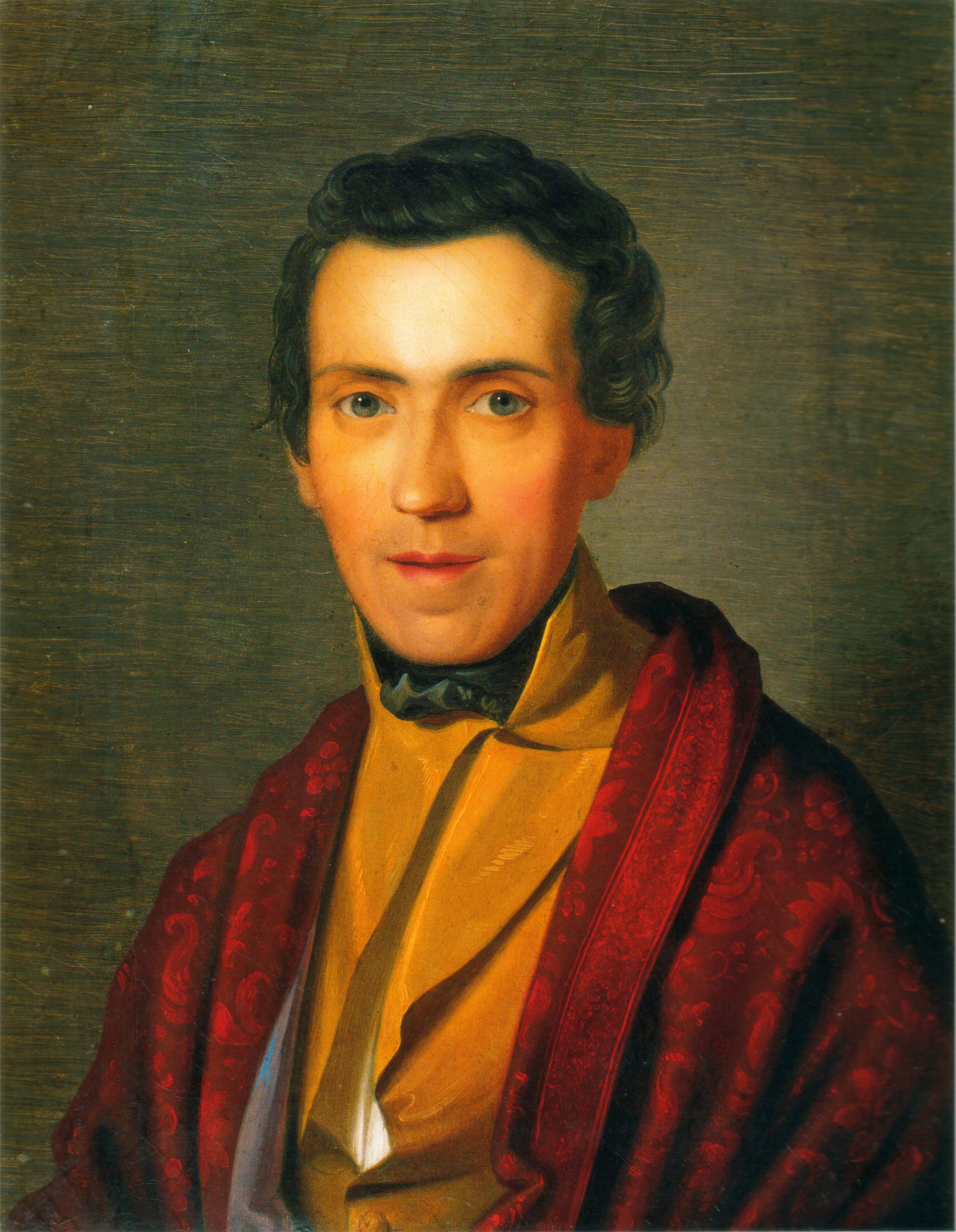
Bildnis Ludwig Richter par Wilhelm von Kügelgen (1836)
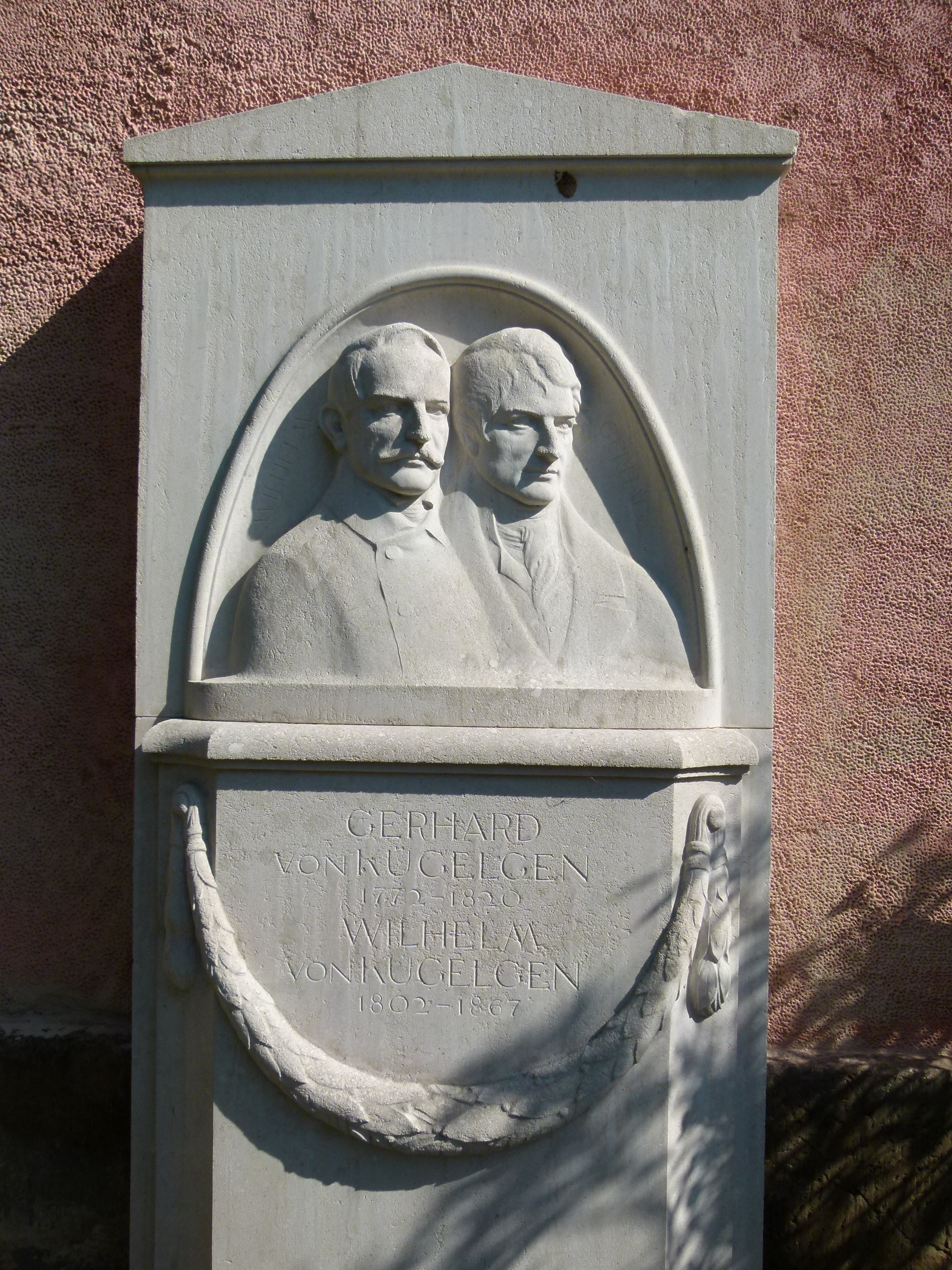
Mémorial en l'honneur de Wilhelm von Kügelgen